# Sankt Alban (Pfalz)
Sankt Alban (pfälzisch: Delwe) ist eine Ortsgemeinde im Donnersbergkreis in Rheinland-Pfalz. Sie gehört der Verbandsgemeinde Nordpfälzer Land an.

## Geographie

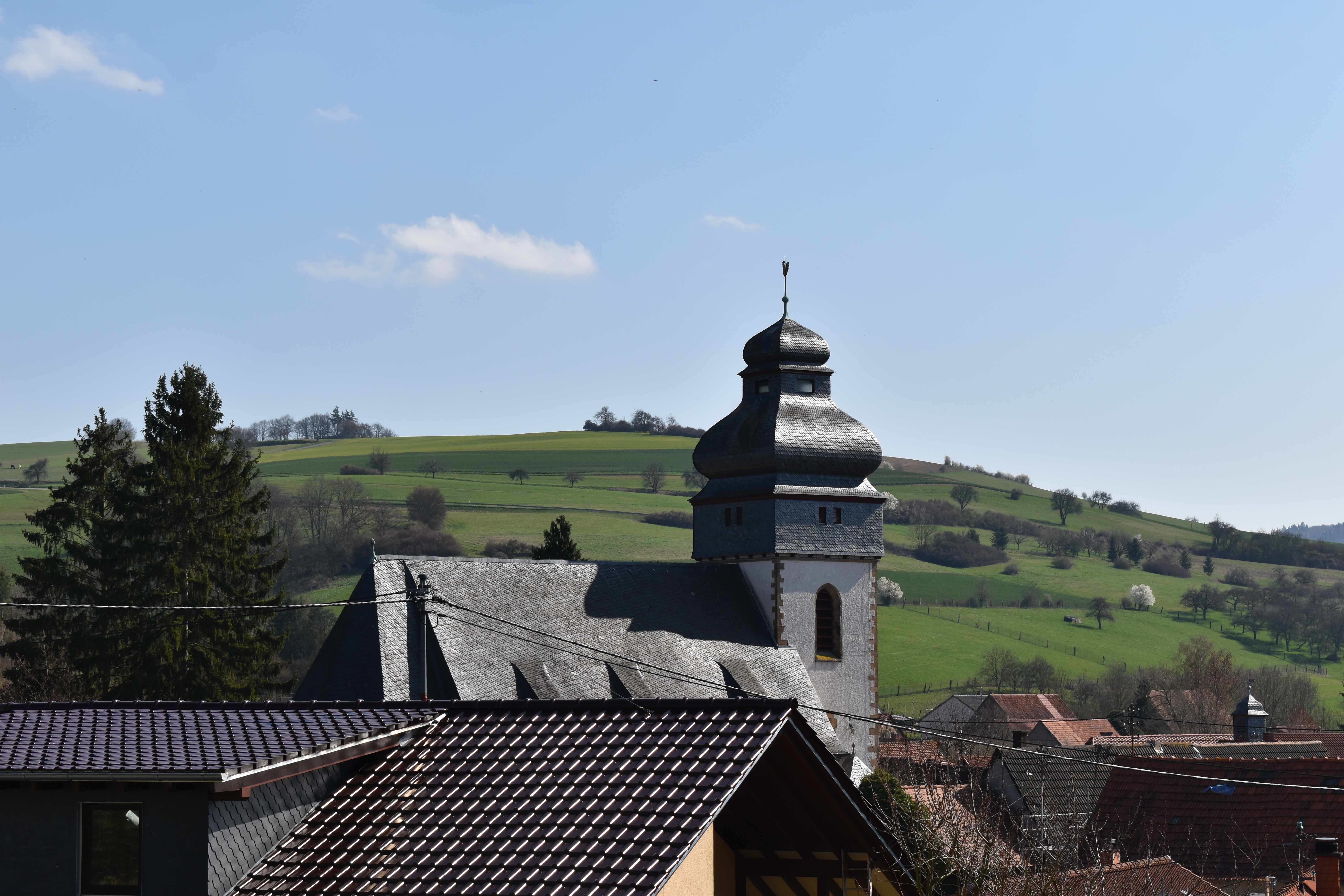
Ortsansicht mit Kirche

### Lage
Sankt Alban befindet sich im Nordpfälzer Bergland nördlich des Donnersbergs zwischen Kaiserslautern und Bad Kreuznach. Zu Sankt Alban gehören zusätzlich die Wohnplätze Hengstbacherhof und Untermühle. Nachbargemeinden sind – im Uhrzeigersinn – Gaugrehweiler, Gerbach, Dielkirchen, Bayerfeld-Steckweiler.

### Gewässer
Der Ort liegt am Appelbach; mitten im Siedlungsgebiet münden in diesen von rechts der Stößbach und von links der Erlengraben. Im nördlichen Gemeindegebiet nimmt ersterer von rechts den Dörrnbach auf.

## Geschichte
Sankt Alban wurde von Mönchen gegründet. Später gehörte es zur Grafschaft Falkenstein und kam mit dieser in das Oberamt Winnweiler des Landes Vorderösterreich. Das Kloster Otterberg besaß seit 1254 das Patronat über die Pfarrkirche, die dem Kloster ab 1290 auch gehörte.
Von 1798 bis 1814, als die Pfalz Teil der Französischen Republik (bis 1804) und anschließend Teil des Napoleonischen Kaiserreichs war, gehörte die Gemeinde zum Kanton Rockenhausen im Département Donnersberg. Infolge des Wiener Kongresses (1815) ging Sankt Alban zunächst erneut zu  Österreich. Ein Jahr später wurde er Bayern zugeschlagen, wo es Teil des Rheinkreises wurde. Von 1818 bis 1862 war Sankt Alban Bestandteil des Landkommissariat Kirchheim, das anschließend in ein Bezirksamt umgewandelt wurde.
Am 1. Dezember 1900 wechselte die Gemeinde in das neu geschaffene Bezirksamt Rockenhausen. Ab 1939 war der Ort Bestandteil des Landkreises Rockenhausen. Nach dem Zweiten Weltkrieg wurde Sankt Alban innerhalb der französischen Besatzungszone Teil des damals neu gebildeten Landes Rheinland-Pfalz und dem Regierungsbezirk Pfalz zugeschlagen. Im Zuge der ersten rheinland-pfälzischen Verwaltungsreform wechselte die Gemeinde in den neu geschaffenen Donnersbergkreis, in dem der Landkreis Rockenhausen größtenteils aufging. 1972 wurde sie der neu gebildeten Verbandsgemeinde Rockenhausen zugeschlagen. Seit 2020 ist Sankt Alban Bestandteil der Verbandsgemeinde Nordpfälzer Land.
Sankt Alban hat zahlreiche Auszeichnungen beim Wettbewerb „Unser Dorf soll schöner werden“ erhalten. Der Mühlstein beim Lindenplatz erinnert an den Titel „Schönstes Nordpfalzdorf 1985“.

## Bevölkerung

### Einwohnerentwicklung
Im Jahr 1840 hatte der Ort 65 Häuser und 478 Einwohner.
Die Tabelle enthält die Entwicklung der Einwohnerzahl der Gemeinde Sankt Alban, die Werte von 1871 bis 1987 beruhen auf Volkszählungen:
| Jahr | Einwohner |
| 1815 | 305       |
| 1835 | 478       |
| 1840 | 478       |
| 1871 | 468       |
| 1905 | 431       |
| 1939 | 377       |

| Jahr | Einwohner |
| 1950 | 363       |
| 1961 | 342       |
| 1970 | 383       |
| 1987 | 290       |
| 1995 | 316       |
| 2000 | 332       |

| Jahr | Einwohner |
| 2005 | 335       |
| 2010 | 323       |
| 2015 | 290       |
| 2020 | 270       |

### Religion
Sankt Alban wurde 1840 als evangelisches Pfarrdorf im Dekanat Obermoschel bezeichnet, die Katholiken waren der Pfarrei Gerbach zugeordnet. Darüber hinaus existierte vor Ort einst ein jüdischer Friedhof. Die Katholiken gehören zum Bistum Speyer und unterstehen dort dem Dekanat Donnersberg, die Evangelischen zur Protestantischen Landeskirche der Pfalz.

## Politik

### Bürgermeister
Petra Becher ist seit 2014 Ortsbürgermeisterin von Sankt Alban.
| Jahr      | Ortsbürgermeister | Partei |
| --------- | ----------------- | ------ |
| 2014–     | Petra Becher      |        |
| 2009–2014 | Karl-Heinz Becker |        |
| 0000–2009 | Herbert Wasem     |        |
|           | Alwin Dhom        |        |

## Kultur und Sehenswürdigkeiten

### Kulturdenkmäler

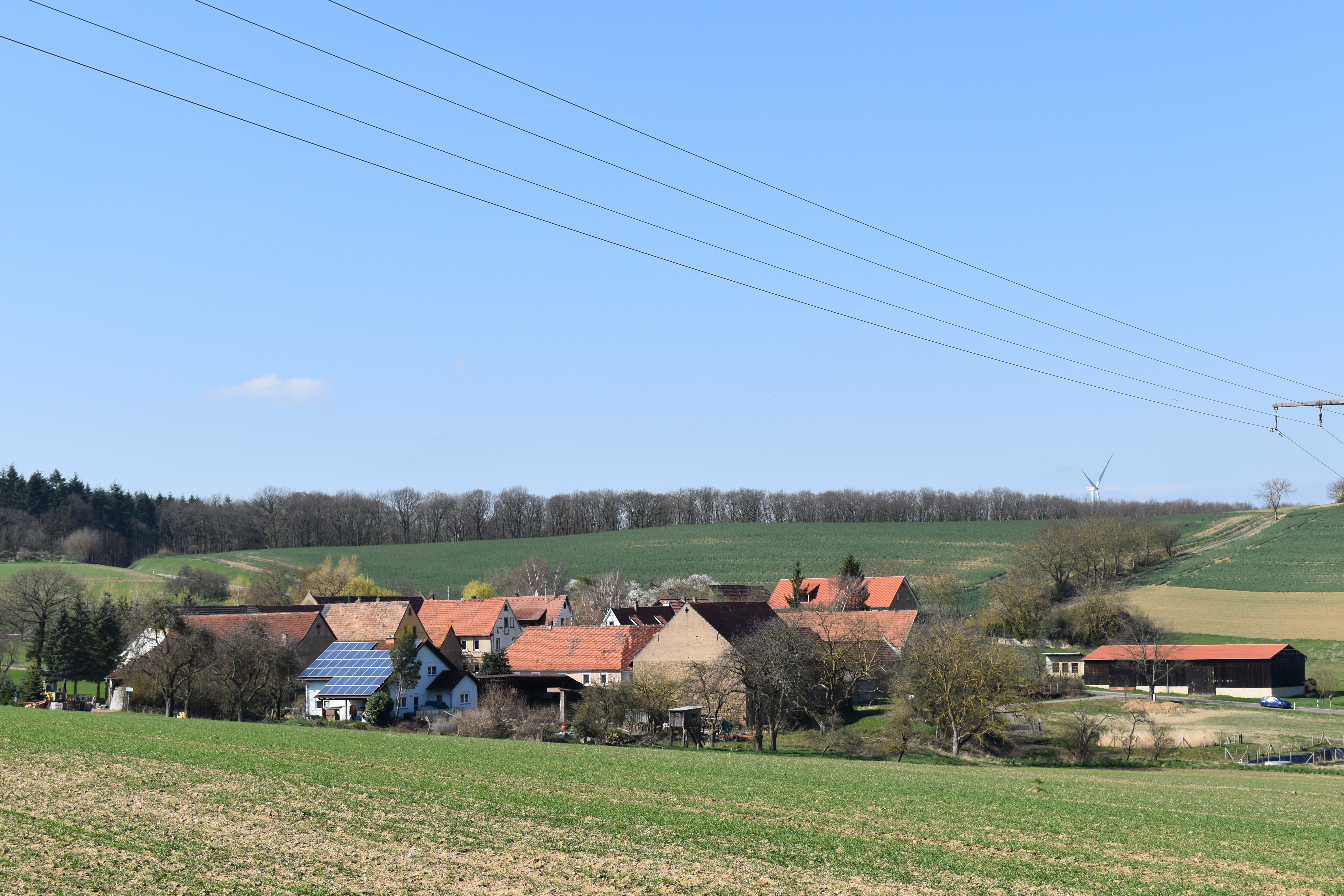
Hengstbacherhof

Der Ortskern und der größte Teil des Wohnplatzes Hengstbacherhof sind als Denkmalzonen ausgewiesen. Letzterer verbindet alte Bausubstanz mit modernen Gewerbebetrieben.
Hinzu kommen insgesamt sieben Einzelobjekte, die unter Denkmalschutz stehen, darunter die historische Kapelle, die seit 1911 als evangelische Kirche fungiert. Sie und drei ebenfalls denkmalgeschützte Fachwerkhäuser prägen den Ortskern.

### Natur
Innerhalb des Gemeindegebiets existieren insgesamt zwei Naturdenkmale.

## Wirtschaft und Infrastruktur

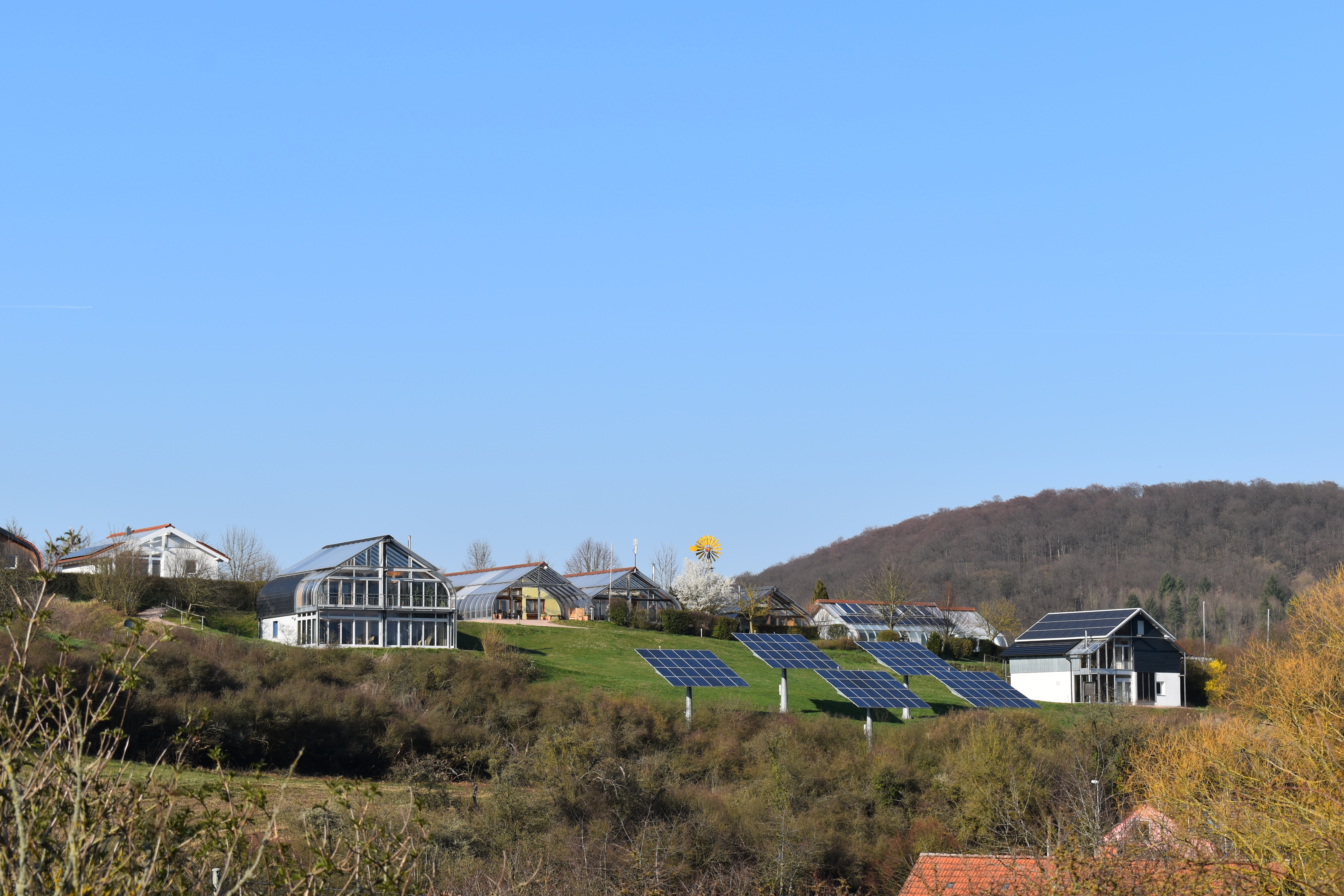
Sonnenpark

### Wirtschaft
Außerhalb des Kernortes existiert mit dem Sonnenpark der Bio-Solar-Haus GmbH ein Musterhauspark mit einem Informationszentrum für regenerative Energien.

### Verkehr
Der Hauptteil der Gemeinde liegt an der Durchgangsstraße, der Landesstraße 400. Der Hengstbacherhof ist über die Kreisstraße 26 an das Straßennetz angebunden. Über die A 63 im Südosten besteht Anschluss an den Fernverkehr. In Rockenhausen ist ein Bahnhof der Alsenztalbahn. Zu diesem führt von Sankt Alban aus die von Behles Bus betriebene Buslinie 914, die in nördlicher Richtung bis nach Alsenz verläuft.

### Tourismus
Durch Sankt Alban führt außerdem der Appelbach-Radweg.

## Persönlichkeiten

### Söhne und Töchter der Gemeinde
- Johann Christian Chelius (1797–1870), bayerischer Landtagsabgeordneter und Verwaltungsbeamter
- Jakob Brenneisen (1869–1947), Politiker (BVP), Bayerischer Landtagsabgeordneter
- Wilma Klevinghaus (1924–2023), Autorin

### Personen, die vor Ort gewirkt haben
- Georg Rubler, 1792/93 Mitglied des Rheinisch-Deutschen Nationalkonvents
- Johannes Kriebitzsch (1857–1938), bemalte die Fenster der örtlichen Kirche.